# Dendrobium polyschistum
Dendrobium polyschistum är en orkidéart som beskrevs av Rudolf Schlechter. Dendrobium polyschistum ingår i släktet Dendrobium, och familjen orkidéer.

## Underarter
Arten delas in i följande underarter:
- D. p. graminiforme
- D. p. marginatum
- D. p. polyschistum